# 朋古蘭群島
朋古蘭群島是印度尼西亞的群島，位於南中國海，由廖內群島省負責管轄，島體由花崗岩組成，面積約1,300平方公里，人口約100,000，每年平均降雨量約2,000毫米，主要農產品有椰子、稻米和玉米。